# Завадка (гміна Ольшувка)
Завадка (пол. Zawadka) — село в Польщі, у гміні Ольшувка Кольського повіту Великопольського воєводства.
Населення — 154 особи (2011).
У 1975—1998 роках село належало до Конінського воєводства.

## Демографія
Демографічна структура станом на 31 березня 2011 року:
|          | Загалом | Допрацездатний вік | Працездатний вік | Постпрацездатний вік |
| -------- | ------- | ------------------ | ---------------- | -------------------- |
| Чоловіки | 82      | 26                 | 48               | 8                    |
| Жінки    | 72      | 16                 | 44               | 12                   |
| Разом    | 154     | 42                 | 92               | 20                   |